# هنري إم. جودا
هنري إم. جودا (بالإنجليزية: Henry M. Judah)‏ هو ضابط أمريكي، ولد في 12 يونيو 1821 في سنو هيل في الولايات المتحدة، وتوفي في 14 فبراير 1866 في بلاتسبورغ في الولايات المتحدة.